# Elina Konstantopoulou
Elina Konstantopoulou (griechisch Ελίνα Κωνσταντοπούλου; * 11. November 1970 in Athen) ist eine griechische Popsängerin.

## Werdegang
Sie studierte Musik und Gesang am Nationalen Konservatorium in Athen. 1993 erschien ihr Debütalbum Σαν Παραμύθι. Vom Rundfunk ERT wurde sie ausgewählt, mit dem Popsong Pia prosefhi Griechenland beim Eurovision Song Contest 1995 in Dublin zu vertreten. Sie erreichte Platz 12.

## Diskografie
Singles (Auswahl)
- 1995: Pia Prosefhi
- Ksekina Mia Psaropoula (mit Dimotiko Paradosiako Sygrotima Elatos)